# Síguelo
«Síguelo» es el primer sencillo de Los Extraterrestres Reloaded: Otra Dimensión, álbum relanzamiento del dúo de reguetón Wisin & Yandel. El sencillo fue lanzado en Estados Unidos el 21 de julio de 2008.

## Canción
La canción es una muestra de "It Takes Two" de Rob Base and DJ E-Z Rock.

## Video musical
Al comienzo, el video muestra al dúo en un estudio de grabación, cantando el inicio de "Síguelo". Mayormente se muestra al dúo en una discoteca y mujeres alrededor de ellos. El video está dirigido por Jessy Terrero.
El video aparece en el DVD de Los Extraterrestres: Otra Dimensión, como video n.º 2.

## Posicionamiento
| Listas (2008)        | Posición máxima             |
| -------------------- | --------------------------- |
| Top 20               | 1 (Por 10 Semanas Seguidas) |
| Hot Latin Tracks     | 8                           |
| Latin Rhythm Airplay | 1                           |
| Tropical Airplay     | 15                          |
| Chile Singles Chart  | 14                          |